# Carlos Loret de Mola Badillo

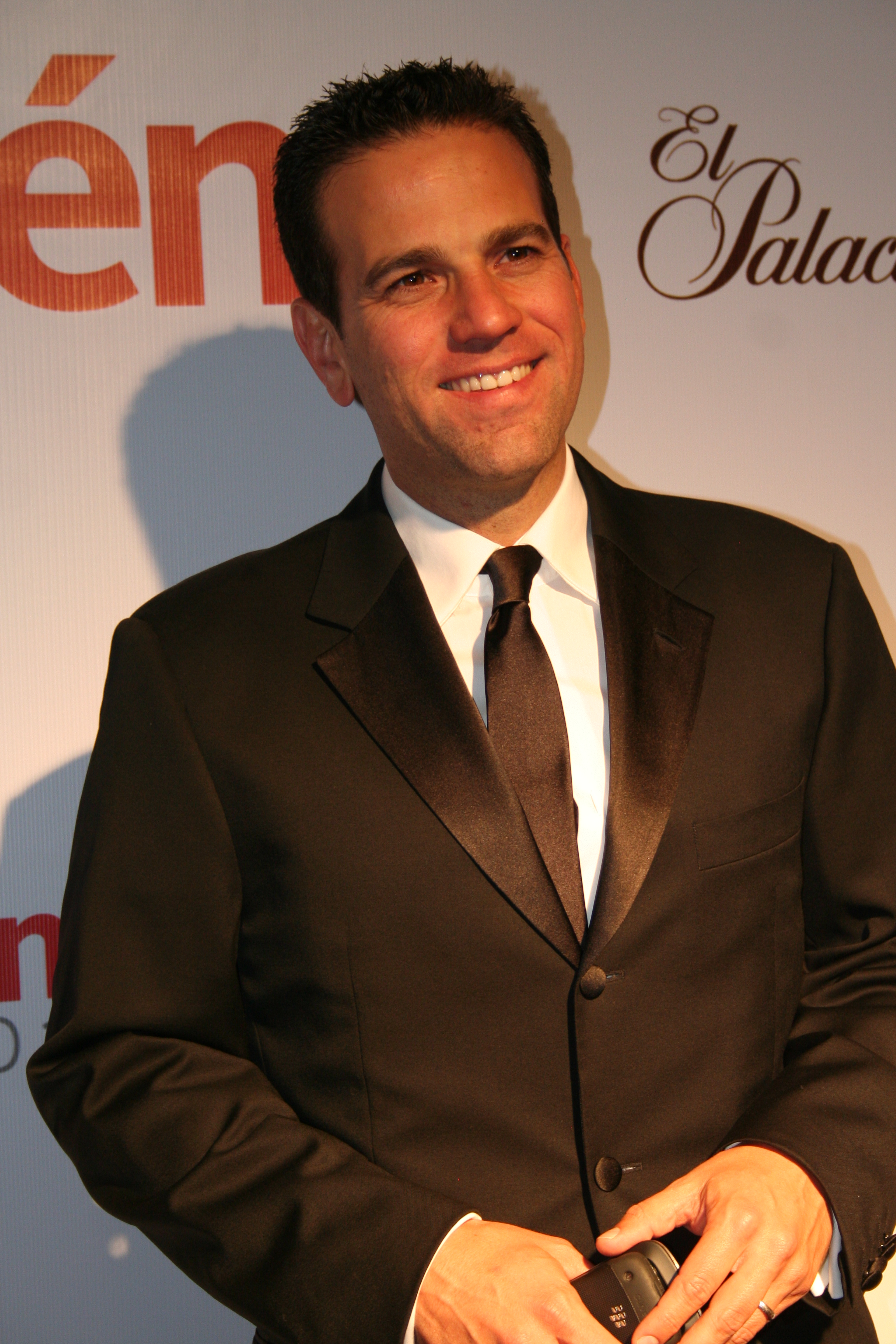
Loret de Mola in 2012

Carlos Loret de Mola Badillo (Mérida, 17 oktober 1976) is een Mexicaans journalist en presentator.
Loret de Mola is de zoon van Carlos Loret de Mola Mediz, voormalig gouverneur van Yucatán en criticus van de Mexicaanse regering. Hij studeerde economie aan het Autonoom Technologisch Instituut van Mexico (ITAM) en recht aan de Nationale Autonome Universiteit van Mexico(UNAM).
Loret de Mola is correspondent geweest voor Televisa in Afghanistan, Haïti en Indonesië. Momenteel is hij presentator van het nieuwsprogramma Primero Noticias.